# 梨树镇站
梨树镇站，位于中华人民共和国黑龙江省鸡西市梨树区街里街道，是城鸡铁路上的火车站，建于1925年。

## 歷史
- 建于1925年。

## 車站周邊
- 中国石油兴梨站
- 梨树区人民政府
- 中国电信九道街营业厅
- 中国邮政储蓄银行街里营业所
- 鸡西农商银行梨树支行
- 中国邮政储蓄银行梨树区局营业所
- 鸡西市第六中学

## 外部連結
- 中国铁路客户服务中心 （页面存档备份，存于）